# Kompostovací toaleta

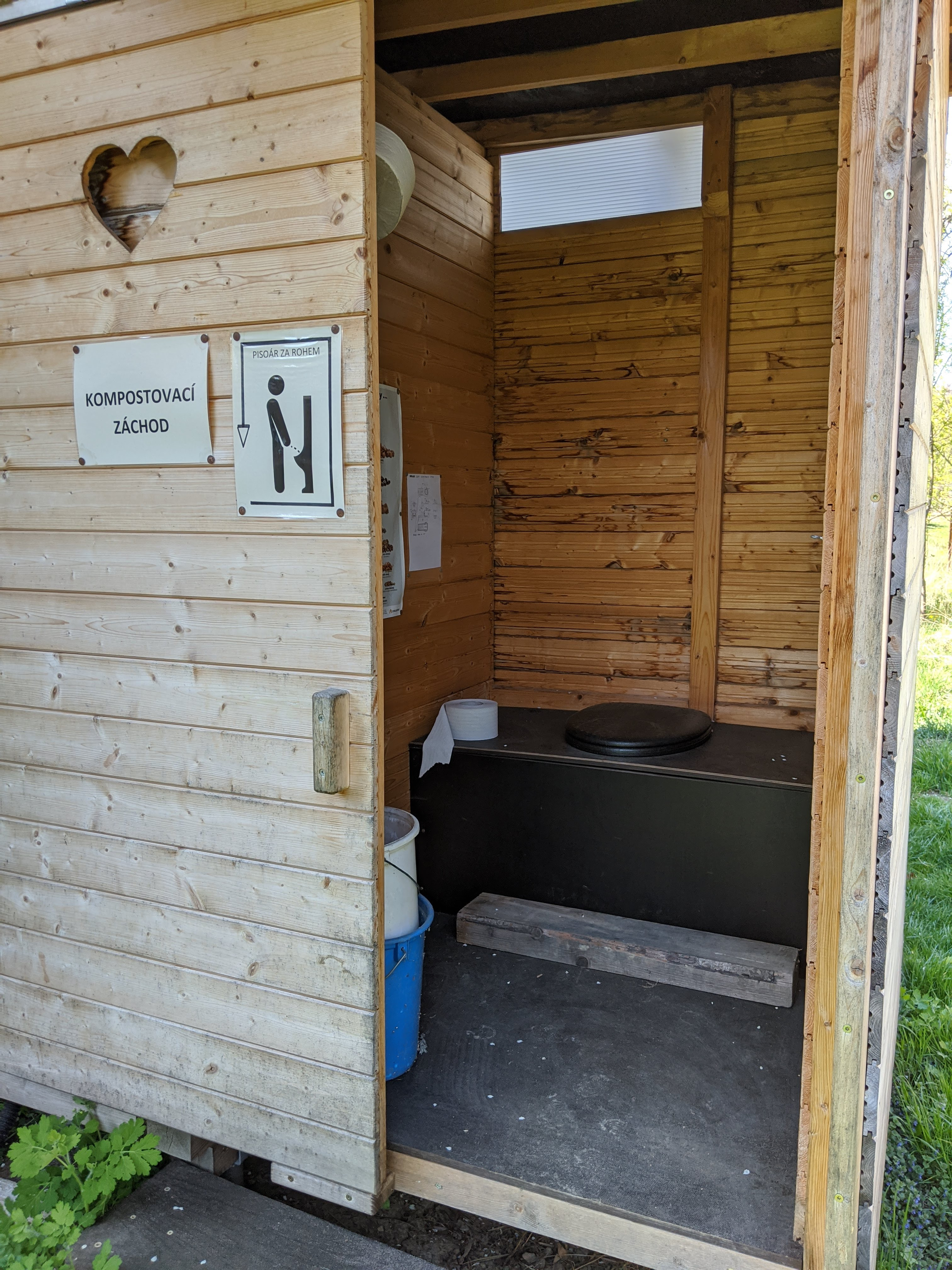
Kompostovací záchod v Centru Veronica Hostětín v Hostětíně

Kompostovací toaleta nebo také kompostovací záchod je druh suché toalety, která zpracovává moč a exkrementy biologickým procesem zvaným kompostování. Tento proces vede k rozkladu organických látek a přeměňuje lidské výkaly na materiál podobný kompostu. Kompostování provádí mikroorganismy (především bakterie a houby) za řízených aerobních podmínek. Většina kompostovacích toalet nepoužívá ke splachování žádnou vodu, a proto se patří mezi suché záchody.
V mnoha kompostovacích toaletách se po každém použití přidávají přísady bohaté na uhlík, jako jsou piliny, drcané kusy listí či popel. Tak se vytváří v lidských exkrementech vzduchové kapsy, které podporují aerobní rozklad. Tím se také zlepšuje poměr uhlíku a dusíku a snižuje se možný zápach. Většina kompostovacích toalet je založena na mezofilním kompostování. Delší doba zadržení v kompostovací komoře také usnadňuje odumírání patogenů. Konečný produkt lze také přesunout do sekundárního systému - obvykle dalšího stupně kompostování - a poskytnout tak více času pro mezofilní kompostování, které dále snižuje množství patogenů. 
Kompostovací toalety spolu se sekundárním kompostováním vytvářejí konečný produkt podobný humusu, který lze použít k obohacení půdy, pokud to místní předpisy umožňují. Některé kompostovací toalety mají v záchodové míse systém pro odvádění moči, které ji sbírají odděleně a kontrolují nadměrnou vlhkost. Vermifiltrová toaleta je kompostovací toaleta se splachováním vodou, kde se k podpoře rozkladu na kompost používají žížaly.
Kompostovací toalety nevyžadují na rozdíl od splachovacích toalet připojení na septik nebo kanalizaci. Běžně se používají v národních parcích, na chatách a v chalupách na samotě, ekologických a ekoturistických střediscích, v domech osob, které žijí environmentálně uvědoměle, v domech nepřipojených na sítě či ve venkovských oblastech v rozvojových zemích. Kompostovací toaleta je šetrná k životnímu prostředí, neboť nespotřebovává pitnou vodu pro splachování.

## Terminologie

Schéma kompostovací komory, která je umístěna pod sedákem toalety

Kompostovací toaleta se liší od latríny, která využívá méně kontrolovaný rozklad a nechrání podzemní vody před kontaminací živinami nebo patogeny, a poskytuje také lepší recyklaci živin. Liší se také od suchých toalet odvádějících moč, kde je snížení množství patogenu dosaženo dehydratací (známé také přesnějším termínem „desikací“) a kde je úložiště na shromažďování výkalů udržováno co nejsušší. V kompostovacím záchodě je naopak třeba mít v kompostovací komoře určitý stupeň vlhkosti.
Kompostovací toalety mohou být použity k zavedení ekologického přístupu k sanitaci pro znovuvyužití zdrojů a někteří lidé proto nazývají své návrhy kompostovacích toalet jako „ekosanitární toalety“. To se však nedoporučuje, protože tyto dva pojmy (tj. kompostování a ekosanitace) nejsou totožné.

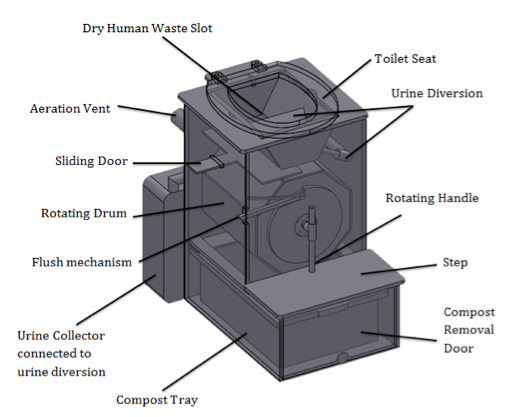
Schéma kompostovací toalety s odklonem moči

Kompostovací toalety se také někdy nazývají „pilinové toalety“, což může být vhodné, pokud je množství aerobního kompostování v kompostovacím kontejneru velmi omezené. "Clivus multrum" je typ kompostovací toalety, která má velkou kompostovací komoru pod sedadlem toalety a také dostává nestravitelný organický materiál ke zvýšení poměru uhlík k dusíku. Alternativy s menšími kompostovacími komorami se nazývají „samostatné kompostovací toalety“, protože kompostovací komora je součástí samotné záchodové jednotky.

## Uplatnění

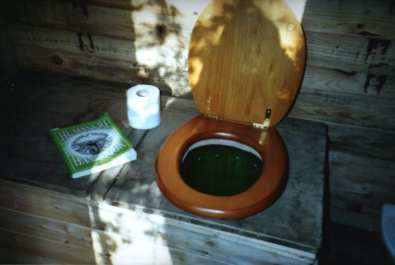
Levný, svépomocně vyrobený kompostovací záchod v Dial House v Essexu v Anglii, využívající staré desky

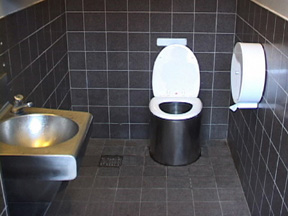
Veřejná kompostovací toaleta na dálničním odpočívadle ve Švédsku

Kompostovací toalety mohou být vhodné do venkovských oblastí nebo do parků, kde chybí vhodný zdroj vody, kanalizace a systém na čištění odpadních vod. Mohou také pomoci zvýšit odolnost stávajících kanalizačních systémů vůči možným přírodním katastrofám, jako je globální oteplování, zemětřesení nebo tsunami. Kompostovací toalety mohou snížit nebo snad i eliminovat potřebu systému septiků, čím se sníží ekologická stopa (zejména pokud se používají ve spojení se systémem úpravy šedé vody v místě).
Tyto typy toalet lze použít pro znovuvyužití zdrojů opětovným použitím dezinfikovaných výkalů a moči jako hnojiva a přípravků na zlepšení půdy v zahradnictví nebo okrasné zeleni.
Kompostovací toaleta je šetrná k životnímu prostředí, neboť nespotřebovává pitnou vodu na splachování.

## Základy

### Komponenty a použití

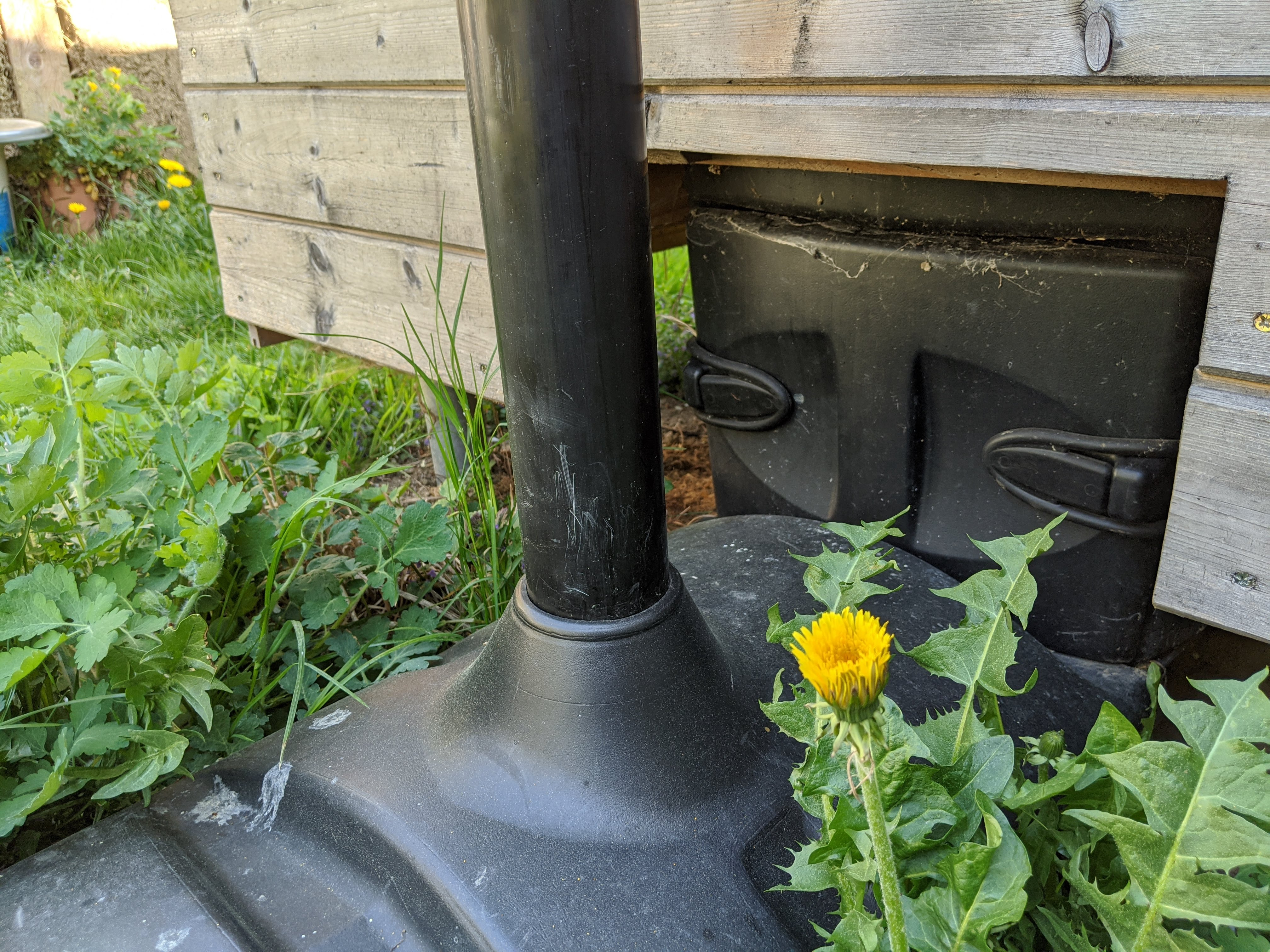
Kompostovací komora částečně zapuštěná v zemi (Centrum Veronica Hostětín)

Kompostovací toaleta se skládá ze dvou prvků: z místa na sezení nebo dřepění a ze sběrné / kompostovací jednotky. Kompostovací jednotka se skládá ze čtyř hlavních částí:
- skladovací nebo kompostovací komora
- ventilační jednotka zajišťující, že proces degradace v toaletě je převážně aerobní (za přístupu kyslíku) a odvádějící zapáchající plyny
- sběr výluhu nebo systém pro odvádění moči pro odstranění přebytečné kapaliny
- přístupové dveře nebo jiný systém pro vytažení kompostu

Mnoho kompostovacích toalet shromažďuje moč ve stejné komoře jako jsou výkaly, a tak neodvádí zvlášť moč. Přidání malého množství vody, která se používá pro anální hygienu, není pro kompostovací toaletu problémem.
Některé kompostovací toalety odvádějí moč (a vodu používanou k anální hygieně), aby se zabránilo vytváření anaerobních podmínek, které by mohly být důsledkem nadměrného nasycení kompostu, což by vedlo k zápachu a problémům s přenašeči onemocnění (vektory). To obvykle vyžaduje, aby všichni uživatelé používali toaletu v poloze v sedě. Nabízením pisoáru bez vody lze kromě toalety zabránit přebytečnému množství moči mimo kompostovací komoru. Ve venkovských oblastech mohou být muži a chlapci vybídnuti, aby si "našli svůj strom".

### Konstrukce
Kompostovací komora může být postavena nad nebo pod úroveň země. Může být uvnitř stavby nebo může tvořit samostatnou nadstavbu.
Drenážní systém odstraňuje výluh (průsakovou vodu). V opačném případě by nadměrná vlhkost mohla vytvořit anaerobní podmínky a bránit rozkladu. Odvod moči tak může zlepšit kvalitu kompostu, protože moč obsahuje velké množství amoniaku, který omezuje mikrobiologickou aktivitu.
Kompostovací toalety výrazně snižují objem lidského odpadu psychrofilním (za nízkých teplot), termofilním nebo mezofilním kompostováním. Udržení kompostovací komory izolované a v teple chrání kompostovací proces před zpomalením v důsledku nízkých teplot.

### Zapáchající plyny
Tyto plyny mohou se dají během kompostovacího procesu, který probíhá v kompostovací toaletě, omezit: sirovodík (H2S), amoniak, oxid dusný (N2O) a těkavé organické látky. Tyto plyny mohou potenciálně způsobit, že si uživatelé stěžují na zápach. Částečně může být přítomen metan, který ale nezapáchá.

## Odstranění patogenů
Kompost získaný z exkrementů recykluje fekální živiny, ale pokud není proces opakovaného použití exkrementů prováděn správně, může přenášet a šířit patogeny. Míra rozkladu patogenů v kompostovacích toaletách je obvykle nízká, zejména pokud jde o vajíčka hlíst, jako jsou vajíčka škrkavkovitých Ascaris. Pokud není zavedeno řádné řízení systému, přináší to riziko šíření nemoci. Kompost z lidských exkrementů zpracovaný pouze za mezofilních podmínek nebo odebraný přímo z kompostovací komory není bezpečný pro produkci potravin. Vysoká teplota nebo dlouhý kompostovací čas jsou nutné k zabití vajíček hlístic, nejodolnějších ze všech patogenů. Infekce hlísticemi jsou běžné v mnoha rozvojových zemích.
U termofilních kompostovacích bakterií, kterým se daří při teplotách 40–60 °C, se odpad oxiduje (rozkládá) na složky, z nichž některé se v procesu spotřebovávají, snižuje se objem a likvidují potenciální patogeny. Aby se zničily patogeny, musí termofilní kompostování zahřívat kompostovou hromadu dostatečně, nebo musí uplynout dostatečný čas (1–2 roky) od doby, kdy byl přidán čerstvý materiál, s tím, že biologická aktivita má stejný účinek na odstranění patogenu.
Jedny instrukce tvrdí, že hladiny patogenu jsou sníženy na bezpečnou úroveň pomocí termofilní kompostování při teplotách 55 °C po dobu nejméně dvou týdnů nebo při 60 °C   po dobu jednoho týdne. Alternativní návod tvrdí, že úplného zničení patogenu lze dosáhnout již tehdy, když celá hromada kompostu dosáhne teploty 62 °C po dobu jedné hodiny, 50 °C po dobu jednoho dne, 46 °C po dobu jednoho týdne nebo 43 °C po dobu jednoho měsíce, i když ostatní to považují za příliš optimistické.

## Faktory ovlivňující vzhled (design)

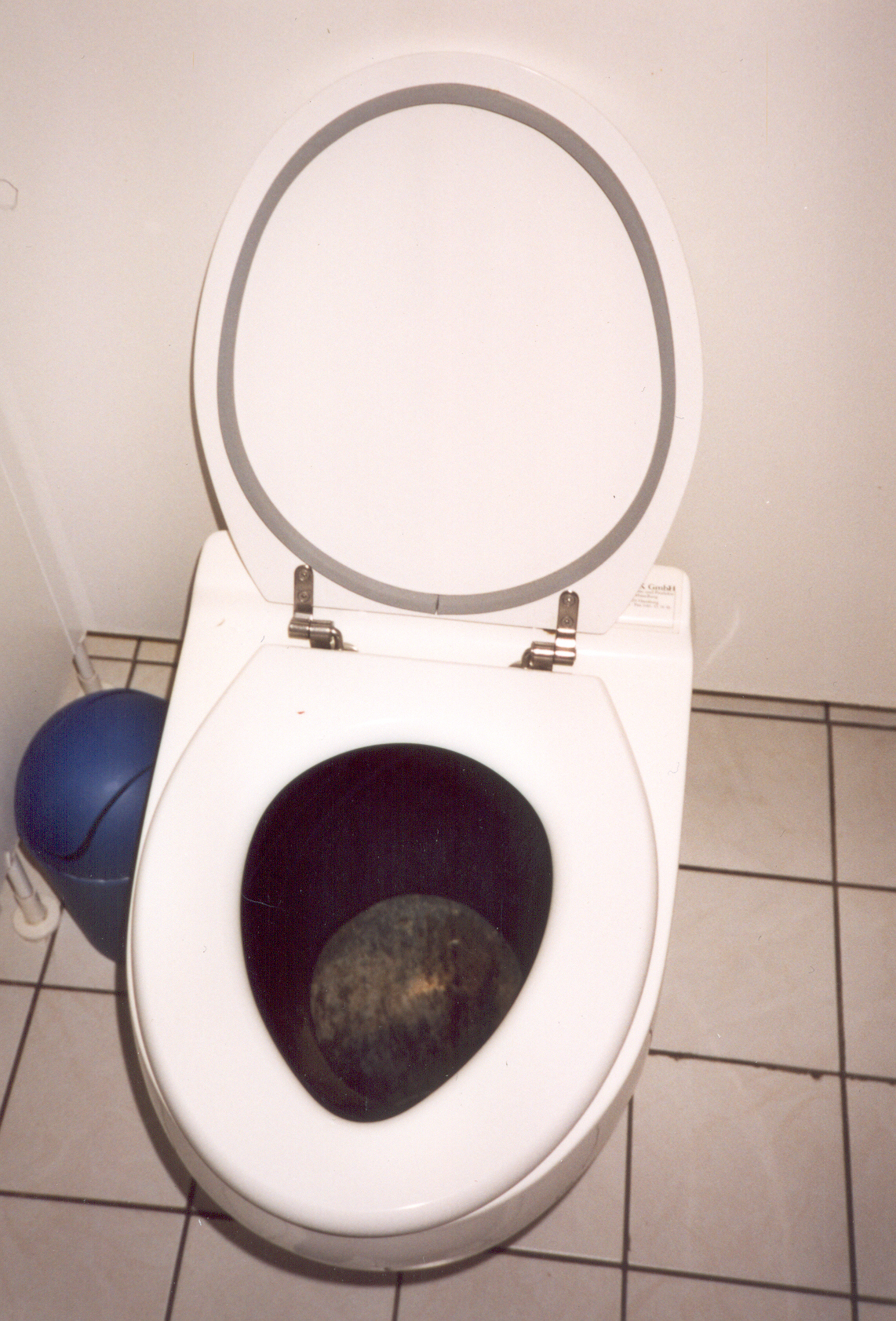
Kompostování toaleta s těsněním ve víku z Německa

### Environmentální faktory
Proces rozkladu ovlivňují čtyři hlavní faktory:
- Pro aerobní kompostování je nezbytný dostatek kyslíku
- Obsah vlhkosti od 45 do 70 procent (zkušenostně: „kompost by měl na dotek zdát vlhký; když se pevně stlačí v ruce, měla by se vytlačit pouze jedna nebo dvěma kapky vody“.[2])
- Teplota mezi 40 a 50 °C (dosaženo správným rozměrem komory a případně aktivním mícháním)
- Poměr uhlík-dusík (C : N) 25 : 1

### Přísady a objemový materiál
Lidské výkaly a odpad z jídla neposkytuje optimální podmínky pro kompostování. Obsah vody a dusíku je obvykle příliš vysoký, zejména pokud je moč smíchána se stolicí. Vlhkost mohou absorbovat přísady nebo tzv. „objemový materiál“, jako jsou štěpky, piliny, drcané kusy listí, popel či kousky papíru. Přísady zlepšují provzdušňování hromady a zvyšují poměr uhlíku a dusíku. Objemový materiál také zakrývá výkaly a omezuje přístup hmyzu. Při nedostatku objemového materiálu se mohou výkaly stát příliš kompaktními a vytvářet nepropustné vrstvy, což vytvoří anaerobní podmínky a zápach.

### Management sběru výluhu
Odstraňování výluhu řídí hladinu vlhkosti, která je nezbytná k zajištění rychlého, aerobního kompostování. Některé komerční jednotky zahrnují separátor moči nebo systém pro odklonění moči a nebo odtok ve spodní část kompostéru.

### Provzdušňování a míchání
Mikrobiální působení také vyžaduje kyslík, obvykle vzdušný. Komerční systémy zajišťují větrání, které odvádí vzduch z koupelny či jiné místnosti se záchodem, přes odpadní nádobu a ven svislou trubku, která se odvětrává nad střechou. Tímto pohybem vzduchu (prouděním nebo nuceným ventilátorem) odchází oxid uhličitý a zápach.
Některé jednotky vyžadují manuální zásah pro pravidelné provzdušňování pevné hmoty, jako je rotace kompostovací komory nebo protažení "provzdušňovače" skrz hmotu.

## Typy

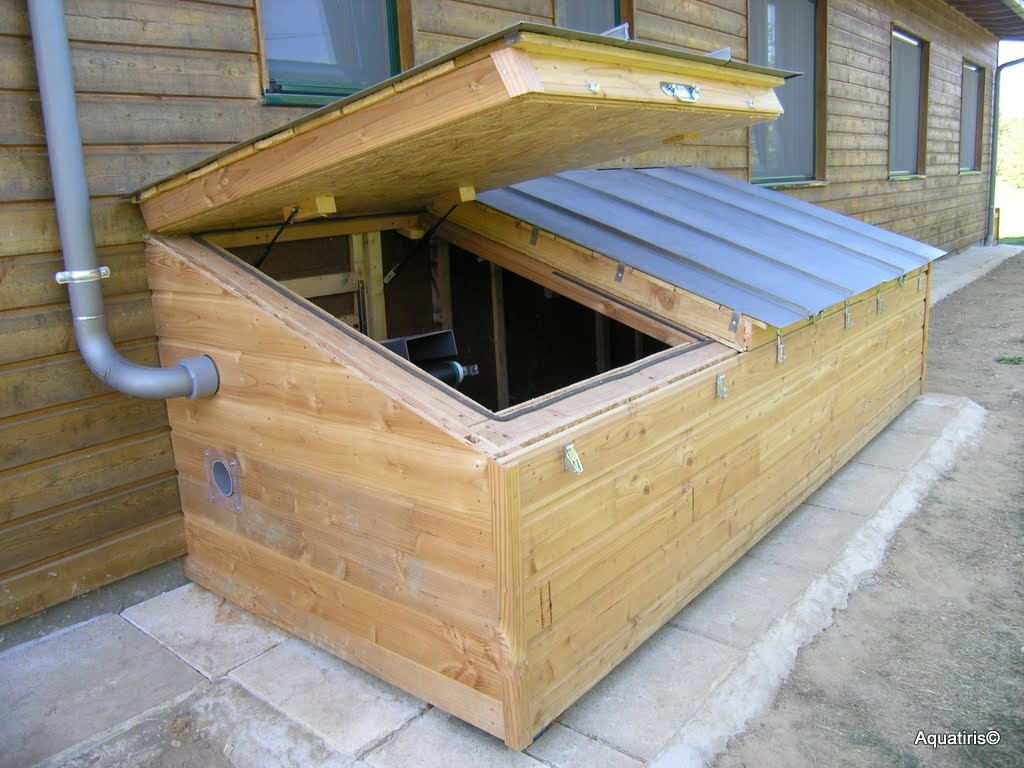
Vnější kompostovací komora z kompostovací toalety u domu ve Francii

K dispozici jsou komerční jednotky a systémy pro sestavení uživatelem. Liší se počtem kompostovacích komor, odnímatelnou komorou, systémem odvádění moči a aktivním mícháním/provzdušňování.

### Pomalé kompostování (nebo tlející) toalety
Většina kompostovacích toalet používá pomalé kompostování, které se také nazývá „kompostování za studena“. Časem se postupně vytváří hromada kompostu.
Hotový konečný produkt z „pomalých“ kompostovacích toalet („tlejících toalet“) obecně není bez patogenů. Pokyny Světové zdravotnické organizace z roku 2006 nabízejí postup pro bezpečné opětovné použití exkrementů pomocí přístupu s více bariérami.
Pomalé kompostovací toalety využívají pasivní přístup. Běžné použití zahrnuje příležitostné a často jen sezónní použití, jako je síť vzdálených turistických tras. Obvykle jsou konstruovány tak, že uložený materiál může být izolován od provozní části. Toaletu lze také uzavřít, aby se umožnilo další mezofilní kompostování. Pomalé kompostovací toalety spoléhají na dlouhé časy zadržení pro redukci patogenu a pro rozklad exkrementů nebo na kombinaci času a nebo na přidání žížal hnojních pro kompostování tzv. vermikompostováním. Pro urychlení kompostování se dají přidat žížaly.

### Aktivní kompostéry (nezávislé)
„Samostatné“ kompostovací toalety kompostují v kontejneru uvnitř toalety. Jsou o něco větší než splachovací záchod, ale využívají zhruba stejnou podlahovou plochu. Některé jednotky používají ventilátory pro provzdušňování a volitelně topné prvky, aby udržovaly optimální teplotu, aby se urychlil proces kompostování a odpařila se moč a další vlhkost. Uživatelé kompostovacích toalet obvykle přidávají po každém použití malé množství absorpčního uhlíkového materiálu (jako jsou neošetřené piliny, drcané kusy listí, popel), aby se vytvořily vzduchové kapsy, které podpoří aerobní zpracování, absorbují kapalinu a vytvořily bariéru proti zápachu. Tyto přísady se někdy označuje jako „objemový činitelé“. Někteří provozovatelé používají mikrobiální „startovací“ kultury, aby zajistili, že v procesu budou kompostující bakterie, i když to není rozhodující a nutné.

### Vermifiltrová toaleta
Vermifiltrová toaleta je kompostovací toaleta se splachovací vodou, kde se k podpoře rozkladu na kompost využívají žížaly. Lze ji připojit k málo nebo mikrosplachující toaletě, které potřebuje jen asi 0,5 litrů vody na jedno použití. Pevné látky se hromadí na povrchu filtračního lože, zatímco kapalina odtéká přes filtrační médium a je vypouštěna z reaktoru. Pevné látky (stolice a toaletní papír) jsou aerobně štěpeny aerobními bakteriemi a kompostovány žížalami na humus, čímž se významně snižuje objem organického materiálu.

### Další
Některé jednotky používají otáčející (valící se) nádoby vybavené provzdušňovači, zatímco jiné používají nádrže se sklopným dnem.

## Údržba
Pro zajištění správné funkce, včetně prevence zápachu, je nezbytná údržba. Údržbářské práce zahrnují: čištění, servis technických součástí jako jsou ventilátory a odstranění kompostu, výluhu a moči. Odstranění moči je nutné pouze u těch typů kompostovacích toalet, kde se moč odklání.
Jakmile je kompostování kompletní (nebo častěji), je třeba kompost odstranit z jednotky. Jak často se musí provádět, je dáno velikostí zásobníku, použitím a podmínkami kompostování, jako je např. teplota. Aktivní horké kompostování může trvat několik měsíců, zatímco pasivní kompostování za studena může vyžadovat roky. Ze správně řízené jednotky se získá objem asi ve výši 10 % vstupu.

## Použití kompostu

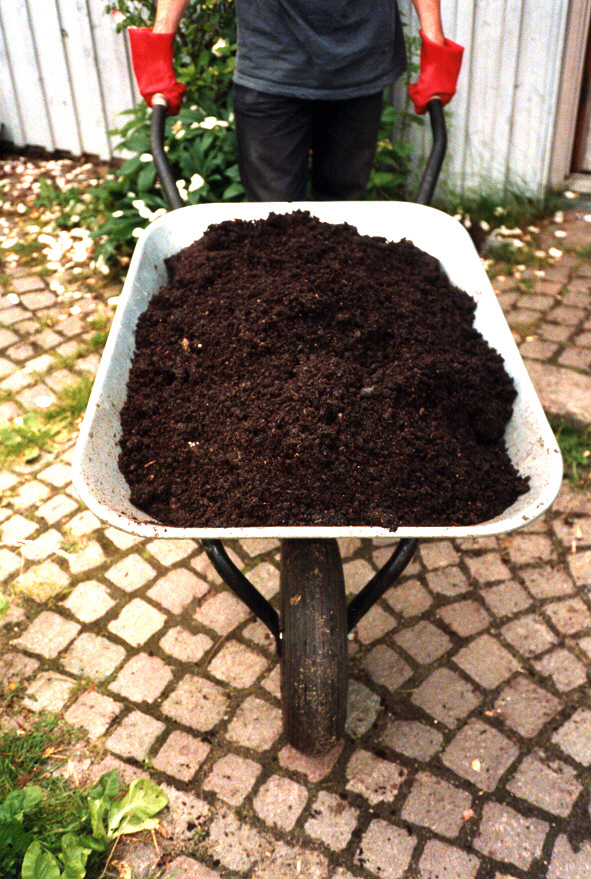
Dokončený kompost z kompostovací toalety připravený k použití na vylepšení půdy v německém Kiel-Hassee

Materiál z kompostovacích toalet je materiál podobný humusu, který může být vhodný jako doplněk půdy v zemědělství. Kompost z domácích kompostovacích toalet lze použít na vlastní zahradě, což je jeho hlavní způsob použití.
Do půdy obohacené kompostem se dostane významné množství dusíku, fosforu, draslíku, uhlíku a vápníku. V tomto ohledu je kompost ekvivalentem mnoha hnojiv a hnoje zakoupeného v zahradnických potřebách. Kompost z kompostovacích toalet má vyšší dostupnost živin než sušené výkaly, které jsou výsledkem suché toalety odklánějící moč.
Typicky je přítomna i moč, i když se jí část ztratí vyluhováním a odpařováním. Moč může obsahovat až 90 procent zbytkového dusíku, až 50 procent fosforu a až 70 procent draslíku.
Kompost poskytovaný těmito toaletami má v zásadě stejné využití jako kompost získaný z jiných produktů organického odpadu, jako jsou čistírenské kaly nebo komunální organický odpad. Uživatelé kompostu z exkrementů však musí zvážit riziko patogenů.

### Zbytky léků
Kompost vytvořený z exkrementů může obsahovat zbytky léčiv a léků. Tyto zbytky jsou také přítomny v konvenčním odtoku z čištíren odpadních vod. Ty by mohly kontaminovat podzemní vodu. Mezi léky, které se v posledních letech objevily v podzemních vodách, patří antibiotika, antidepresiva, léčiva snižující srážlivost krve, inhibitory ACE, blokátory vápníkového kanálů, digoxin, estrogen, progesteron, testosteron, ibuprofen, kofein, karbamazepin, fibráty a léky snižující cholesterol. Lidské tělo vylučuje 30 až 95% léčiv. Léky, které jsou lipofilní (rozpuštěné v tucích), se častěji dostanou do podzemních vod vyluhováním z fekálních odpadů. Čistírny odpadních vod odstraňují v průměru 60 % těchto léků. Procento léků degradovaných během kompostování exkrementů není dosud udáváno.